# Xanthoparmelia pustulosorediata
Xanthoparmelia pustulosorediata är en lavart som beskrevs av Hale. Xanthoparmelia pustulosorediata ingår i släktet Xanthoparmelia och familjen Parmeliaceae.   Inga underarter finns listade i Catalogue of Life.